# Luncșoara (okręg Arad)
Luncșoara – wieś w Rumunii, w okręgu Arad, w gminie Hălmăgel. W 2011 roku liczyła 400 mieszkańców. 